# Ніскаси
Ніска́си (рос. Нискасы, чув. Нискасси) — присілок у Чувашії Російської Федерації, у складі Ярославського сільського поселення Моргауського району.
Населення — 409 осіб (2010; 440 в 2002, 575 в 1979; 873 в 1939, 811 в 1926, 599 в 1897, 358 в 1858).

## Історія
Історичні назви — Нізкаси, Мале Янимово. Утворений як виселок присілку Янимова (Янимово). До 1866 року селяни мали статус державних, займались землеробством, тваринництвом, ковальством, виробництвом одягу та коліс. 9 лютого 1885 року відкрито парафіяльну школу. На початку 20 століття діяло 7 вітряків, 2 магазини. 1912 року відкрито кредитне товариство. 1931 року створено колгосп «Ударник». До 1920 року присілок перебував у Татаркасинської волості Козьмодемьянського, до 1926 року — у складі Чебоксарського повіту, а до 1927 року — у складі Малокаракчінської волості Ядрінського повіту. 1927 року присілок переданий до складу Татаркасинського, 1939 року — до складу Сундирського, 1962 року — до складу Ядрінського, 1964 року — до складу Моргауського району.

## Господарство
У присілку діють школа, кабінет лікаря загальної практики, їдальня та 2 магазини.